# Лежине (станція)
Ле́жине — проміжна залізнична станція Запорізької дирекції Придніпровської залізниці на лінії Запоріжжя II — Пологи між станціями Ростуща (5 км) та Кирпотине (9 км). Розташована в селі Лежине Запорізького району Запорізької області.

## Пасажирське сполучення
На станції Лежине зупинялися  приміські поїзди сполучення  Запоріжжя — Пологи.
З 25 лютого 2022 року, через небезпеку курсування поїздів внаслідок російського вторгнення в Україну, «Укрзалізниця» скасувала рух всіх поїздів далекого та приміського сполучення, що прямули від Запоріжжя у напрямку станції Пологи.